# Abel Aganbegian
 (juillet 2024).
Si vous disposez d'ouvrages ou d'articles de référence ou si vous connaissez des sites web de qualité traitant du thème abordé ici, merci de compléter l'article en donnant les références utiles à sa vérifiabilité et en les liant à la section « Notes et références ».
Abel Giozevitch Aganbegian (en arménien : Աբել Գյոզի Աղանբեկյան ; en russe : Абе́л Гёзевич Аганбегя́н), né le 8 octobre 1932 à Tbilissi, est un économiste soviétique et russe d'origine arménienne, membre de l'Académie des sciences de Russie, docteur honoris causa de plusieurs universités (Kingston (Angleterre), Łódź, Alicante, etc.), fondateur et premier rédacteur en chef de la revue EKO.

## Biographie
À la fin des années 1980, Abel Aganbegian est un des principaux conseillers économiques de Mikhaïl Gorbatchev et l'un des premiers économistes soviétiques à exprimer la nécessité d'une restructuration de l'infrastructure économique et commerciale de l'Union soviétique. Ses idées ont été présentées dans un certain nombre de livres théoriques sur la perestroïka. 
Il a également soutenu le mouvement pour la réunion du Haut-Karabakh à l'Arménie.
En 1989–2002, il est recteur de l'Académie russe de l'économie nationale. 
Il est membre étranger des académies des sciences bulgare et hongroise et membre correspondant de la British Academy.